# Darchan
Darchan (mong. Дархан) – miasto w Mongolii, stolica administracyjna ajmaku darchańskiego, położone 230 km na północ od stolicy kraju Ułan Bator.
W 2010 roku liczyło 74,7 tys. mieszkańców. Trzecie co do wielkości miasto kraju. W 1963 liczba ludności wynosiła – 8180, w 1968 – 16 tys., w 1981 – 56,4 tys. osób.
Przed 1961 istniał na miejscu dzisiejszego Darchanu sowchoz założony w 1959 oraz starsza stacja kolejowa linii Ułan Bator – Irkuck. Miasto założone w 1961 (wtedy rozpoczęto budowę), od początku zaplanowane jako duży ośrodek przemysłowy, zwłaszcza przemysłu budowlanego, opartego na lokalnych złożach piasku, żwiru i dolomitu. W 1964 powstał tu duży kombinat materiałów budowlanych, w 1966 otwarto wielką cegielnię, specjalizującą się w produkcji cegły silikatowej oraz wapna. W 1967 ukończono dużą cementownię, a w latach 80. fabrykę elementów do budowy domów. Oprócz przemysłu budowlanego w Darchanie zbudowano także inne fabryki, np. w 1971 rozpoczęto produkcję w fabryce kożuchów i futer, a w 1973 w fabryce mięsnej. Powstał też kombinat spożywczy, produkujący chleb, wyroby mleczarskie i cukierki. Zbudowano także, poczynając od 1965, elektrociepłownię bazującą na odkrywkowych kopalniach węgla brunatnego w odległym o 63 km Szaryngol i linię kolejową łączącą to złoże z miastem.
Większość zakładów została wybudowana i wyposażona przez ówczesne kraje socjalistyczne (obejmowało to finansowanie, kadry i sprzęt do budowy, maszyny do produkcji i przez pewien czas także kadry do obsługi działającej fabryki). Elektrociepłownię zbudował ZSRR, fabrykę cegły i wapna – Polska, cementownię – Czechosłowacja, zakład mięsny – Węgry, a fabrykę kożuchów i futer – Bułgaria.
W późniejszym okresie, poczynając od 1975 zbudowano linię kolejową łączącą Darchan i kolej transmongolską z nowym centrum przemysłowym w Erdenet.

## Miasta partnerskie
- Dimitrowgrad, Bułgaria
- Irving, Stany Zjednoczone
- Kaposvár, Węgry
- Ułan-Ude, Rosja